# Webenheim
Webenheim (ⓘ, im örtlichen Dialekt Wääwenumm oder seltener Wääm) ist ein Stadtteil von Blieskastel im saarländischen Saarpfalz-Kreis. Bis Ende 1973 war Webenheim eine eigenständige Gemeinde im Landkreis Homburg.

## Geographie
Webenheim liegt im Bliesgau rund 1,5 km östlich von Blieskastel an der Blies auf einer Höhe von 222 m ü. NHN.

## Geschichte
Die schriftliche Überlieferung setzt für den Hauptort Mimbach, auf dessen Gemarkung Webenheim entstand, im 8. Jahrhundert ein. Webenheim entwickelte sich als „Weibenau“ erst im Hochmittelalter. Der Name glich sich dann den zahlreichen Ortsnamen auf „-heim“ in der Umgegend an. Die Orte unterstanden nach 1459 dem Fürstentum Pfalz-Zweibrücken. Mimbach war Sitz der Pfarrei, während Webenheim Mimbach nach dem Dreißigjährigen Krieg an Einwohnerzahl übertraf und zum Sitz der Schultheißerei wurde. In Mimbach und Webenheim überstanden mehrere Familien den Krieg, so dass sich dort über den Dreißigjährigen Krieg hinaus die alte Mundart halten konnte, die sich von der Mundart in den umliegenden Orten deutlich unterschied.
1816 mit der Pfalz bayerisch geworden, bildete das Dorf bis 1843 mit Mimbach eine Gemeinde. In diesem Jahr wurde der Bann im Verhältnis der Einwohnerzahlen aufgeteilt. Bei der Volksabstimmung am 13. Januar 1935 sprachen sich in Webenheim nahezu alle Wahlberechtigten für die Rückgliederung des Saargebietes an das Deutsche Reich aus. Damit erzielte Webenheim nach Mimbach vor allen anderen Gemeinden des Saargebiets die zweithöchste Zustimmung für die Rückgliederung.
Im Rahmen der saarländischen Gebiets- und Verwaltungsreform wurde die bis dahin eigenständige Gemeinde Webenheim am 1. Januar 1974 der Stadt Blieskastel zugeordnet. Webenheim ist seitdem ein Stadtteil und ein Gemeindebezirk.

## Politik
Ergebnis der Bundestagswahl vom 24. September 2017.
- CDU: 37,0 %
- SPD: 26,7 %
- DIE LINKE: 9,1 %
- GRÜNE: 3,6 %
- AFD: 12,5 %
- FDP: 7,1 %
- ANDERE: 4,0 %

Die Wahlbeteiligung lag bei 72,0 %.
Ergebnis der Ortsratswahlen vom 25. Mai 2014:
- SPD: 44,4 %, 5 Sitze
- CDU: 40,0 %, 3 Sitze
- Grüne: 15,6 %, 1 Sitz

(Stand: Mai 2014)
Ortsvorsteher von Webenheim ist seit 2014 Mathias Krey.

## Kultur und Sehenswürdigkeiten

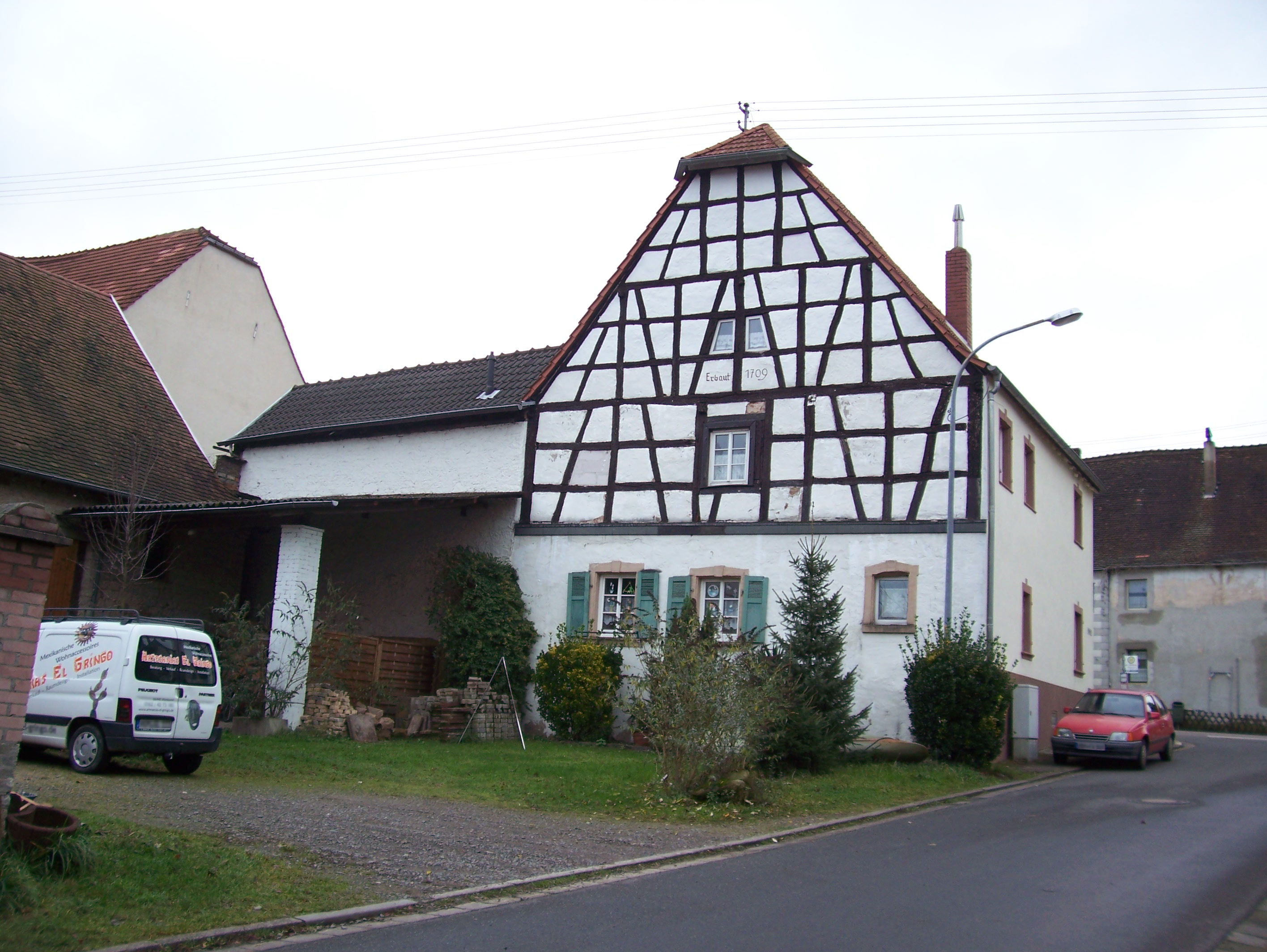
Bauernhaus aus dem 18. Jahrhundert im Ortskern von Webenheim

In der Ortsmitte von Webenheim erhebt sich die weithin sichtbare, 1867 geweihte, protestantische Martin-Luther-Kirche, ein Werk des Baumeisters Anton Hurt. Die Kirche wurde im neugotischen Stil als Nachfolgebau an der Stelle einer 1464 errichteten Kapelle erbaut, die baufällig geworden war. Das Gotteshaus, errichtet aus Sandsteinquadern, ist eine Hallenkirche mit fünf Fensterachsen. Unter den Fenstern befinden sich kleinere Doppelbogenfenster. An der Westseite steht der Glockenturm mit spitzen Helm. Im Zweiten Weltkrieg erlitt die Kirche erhebliche Schäden, die bis 1957 behoben werden konnten. Bei der Wiederherstellung der Kirche nach dem Krieg kam es auch zu Umgestaltungen. So entwarf der Kunstmaler Probst neue bunte Fensterverglasungen. Zur Ausstattung der Kirche zählt eine der wertvollsten Orgeln des Saarlandes, die 1873 von der Firma E. F. Walcker (Ludwigsburg) erbaut wurde und über ein schönes, geschnitztes Gehäuse verfügt.
In den Gassen um die Kirche, dem alten Ortskern, finden sich noch einige Bauernhäuser aus dem 18. und 19. Jahrhundert.
Bekannt ist Webenheim durch sein „Bauernfest“, das im Juli eines jeden Jahres stattfindet; es wird neun Tage lang gefeiert. Das Fest geht auf ursprünglich lose Zusammenkünfte der Bauern rund um Webenheim zurück, die sich einmal im Jahr trafen. Dabei wurden unter anderem Pferderennen abgehalten, ein Zelt zum Schutz vor schlechter Witterung kam hinzu und danach auch Marktbetrieb.
Heute ist das „Webenheimer Bauernfest“ eines der größten Volksfeste im Saarland. Neben einem großdimensionierten Festzelt werden auf einer eigenen Grasrennbahn Pferderennen abgehalten, ein Vergnügungspark sowie ein Bauernmarkt mit Nutztiermarkt ergänzen das Festangebot.

## Persönlichkeiten
- Friedrich Hussong (1878–1943), Journalist und Schriftsteller in Berlin
- Patrick Schmidt (Fußballspieler, 1993)